# Kathy Jordan
Kathryn (Kathy) Jordan (Bryn Mawr, 3 december 1959) is een voormalig tennisspeelster uit de Verenigde Staten. Jordan speelt rechtshandig en heeft een enkelhandige backhand. Zij was actief in het proftennis van 1979 tot en met 1991. Zij is de jongere zuster van Barbara Jordan, die eveneens op de WTA-tour speelde. Kathy Jordan bereikte vijftien keer een grandslamfinale, waarvan achtmaal op Wimbledon en driemaal op Roland Garros – haar winst/verlies-balans in de grandslamfinales was 7–8.

## Loopbaan

### Enkelspel
Jordan debuteerde in 1978 op het WTA-toernooi van Philadelphia. Vijf maanden later speelde zij haar eerste grandslamtoernooi, op het US Open – zij bereikte er de tweede ronde. Zij stond in 1979 voor het eerst in een finale, op het toernooi van San Antonio; hier veroverde zij haar eerste titel, door landgenote Linda Siegel te verslaan. In totaal won zij drie WTA-enkelspeltitels, de laatste in 1982 in Boston.
Jordan was de eerste speelster die Chris Evert in het enkelspel van een grandslamtoernooi eerder dan de halve finale versloeg, namelijk in de derde ronde van Wimbledon 1983. Tot dat moment had Evert op alle (34) grandslamtoernooien die zij speelde minimaal de halve finale bereikt.
Haar beste resultaat op de grandslamtoernooien is het bereiken van de finale, op het Australian Open 1983. Haar hoogste notering op de WTA-ranglijst is de vijfde plaats, die zij bereikte in maart 1984.

### Dubbelspel
Jordan behaalde in het dubbelspel betere resultaten dan in het enkelspel. Zij debuteerde in 1978 op het US Open, samen met landgenote Wendy White. Zij bereikten er de kwartfinale. Zij stond in 1979 voor het eerst in een finale, op het toernooi van San Antonio, ook samen met White – hier veroverde zij haar eerste titel, door het Amerikaanse koppel Bunny Bruning en Valerie Ziegenfuss te verslaan. In totaal won zij 42 WTA-titels, de laatste in 1991 in Tokio, samen met de Australische Elizabeth Smylie.
Op de grandslamtoernooien won zij vijf titels en was zij daarnaast zesmaal verliezend finaliste. In april 1985 won zij het WTA-kampioenschap dubbelspel, samen met de Australische Elizabeth Smylie. Drie maanden later verbraken Jordan en Smylie tijdens de finale op Wimbledon de ononderbroken reeks van 109 gewonnen dubbelspelpartijen van Navrátilová en Shriver sinds 13 juni 1983. In 1990 won Jordan het dubbelspel op het eindejaarskampioenschap, weer met Smylie aan haar zijde. Haar hoogste notering op de WTA-ranglijst is de zesde plaats, die zij bereikte in februari 1991.

#### Gemengd dubbelspel
Jordan won in 1986 twee grandslamtitels in het gemengd dubbelspel, beide met landgenoot Ken Flach. Eerder al (1984) was zij, samen met landgenoot Steve Denton, een keer verliezend finalist.

### Tennis in teamverband
In 1979 en 1980 was Jordan lid van het Amerikaanse team dat zegevierde over de Britten bij de jaarlijkse strijd om de Wightman Cup: in 1979 met 7–0 in West Palm Beach (Florida), en in 1980 met 5–2 in Londen.
In de periode 1980–1985 nam Jordan viermaal deel aan het Amerikaanse Fed Cup-team. In 1980 wonnen zij de beker, door in de finale van de Wereldgroep het team uit Australië te verslaan. In 1981 gingen zij nogmaals met de eer strijken, nu door de Britten te kloppen.

## Posities op deWTA-ranglijst
Positie per einde seizoen:
| jaar | rang enkelspel | rang dubbelspel |
| ---- | -------------- | --------------- |
| 1983 | 14             | –               |
| 1984 | 10             | –               |
| 1985 | 19             | –               |
| 1986 | 15             | 10              |
| 1987 | 35             | 10              |
|      |                |                 |
| 1990 | 205            | 9               |

## Palmares
| Legenda                |
| ---------------------- |
| Grandslamtoernooi      |
| Olympische Spelen      |
| Year-End Championships |
| Tier I                 |
| Tier II                |
| Tier III               |
| Tier IV & V            |

### WTA-finaleplaatsen enkelspel
| nr.              | finale     | toernooi        | ondergrond | tegenstandster      | score         |         |
| ---------------- | ---------- | --------------- | ---------- | ------------------- | ------------- | ------- |
| gewonnen finales |            |                 |            |                     |               |         |
| 1.               | 1979-01-14 | WTA San Antonio |            | Linda Siegel        | 6-2, 7-5      |         |
| 2.               | 1979-03-18 | WTA Orlando     | hardcourt  | Regina Maršíková    | 4-6, 6-1, 6-4 |         |
| 3.               | 1982-03-21 | WTA Boston      | tapijt (i) | Wendy Turnbull      | 7-5, 1-6, 6-4 |         |
| verloren finales |            |                 |            |                     |               |         |
| 1.               | 1979-08-19 | WTA Richmond    | tapijt (i) | Martina Navrátilová | 1-6, 3-6      |         |
| 2.               | 1983-05-01 | WTA Atlanta     | hardcourt  | Pam Shriver         | 2-6, 0-6      |         |
| 3.               | 1983-09-25 | WTA Richmond    | tapijt (i) | Rosalyn Fairbank    | 4-6, 7-5, 4-6 |         |
| 4.               | 1983-10-09 | WTA Detroit     | tapijt (i) | Virginia Ruzici     | 6-4, 4-6, 2-6 |         |
| 5.               | 1983-11-27 | WTA Sydney      | gras       | Jo Durie            | 3-6, 5-7      |         |
| 6.               | 1983-12-04 | Australian Open | gras       | Martina Navrátilová | 2-6, 6-7      | details |
| 7.               | 1984-03-25 | WTA Dallas      | tapijt (i) | Hana Mandlíková     | 6-7, 6-3, 1-6 |         |
| 8.               | 1984-06-23 | WTA Eastbourne  | gras       | Martina Navrátilová | 4-6, 1-6      |         |
| 9.               | 1985-05-19 | WTA Melbourne   | tapijt (i) | Pam Shriver         | 4-6, 4-6      |         |
| 10.              | 1986-03-02 | WTA Oakland     | tapijt (i) | Chris Evert         | 2-6, 4-6      |         |

### WTA-finaleplaatsen dubbelspel
| nr.                                 | finaled    | toernooi          | ondergrond    | partner             | tegenstandsters                       | score         |         |
| ----------------------------------- | ---------- | ----------------- | ------------- | ------------------- | ------------------------------------- | ------------- | ------- |
| gewonnen finales vrouwendubbelspel  |            |                   |               |                     |                                       |               |         |
| 1.                                  | 1979-01-14 | WTA San Antonio   |               | Wendy White         | Bunny Bruning Valerie Ziegenfuss      | 6-2, 6-2      |         |
| 2.                                  | 1979-08-12 | WTA Indianapolis  | gravel        | Anne Smith          | Penny Johnson Paula Smith             | 6-1, 6-0      |         |
| 3.                                  | 1980-04-13 | WTA Hilton Head   | gravel        | Anne Smith          | Candy Reynolds Paula Smith            | 6-2, 6-1      |         |
| 4.                                  | 1980-06-08 | Roland Garros     | gravel        | Anne Smith          | Ivanna Madruga Adriana Villagrán      | 6-1, 6-0      | details |
| 5.                                  | 1980-06-21 | WTA Eastbourne    | gras          | Anne Smith          | Pam Shriver Betty Stöve               | 6-4, 6-1      |         |
| 6.                                  | 1980-07-05 | Wimbledon         | gras          | Anne Smith          | Rosie Casals Wendy Turnbull           | 4-6, 7-5, 6-1 | details |
| 7.                                  | 1980-09-21 | WTA Las Vegas     | hardcourt (i) | Anne Smith          | Martina Navrátilová Betty Stöve       | 2-6, 6-4, 6-3 |         |
| 8.                                  | 1980-10-26 | WTA Brighton      | tapijt (i)    | Anne Smith          | Martina Navrátilová Betty Stöve       | 6-3, 7-5      |         |
| 9.                                  | 1981-01-25 | WTA Cincinnati    | tapijt (i)    | Anne Smith          | Martina Navrátilová Pam Shriver       | 1-6, 6-3, 6-3 |         |
| 10.                                 | 1981-04-26 | WTA Amelia Island | gravel        | Paula Smith         | JoAnne Russell Virginia Ruzici        | 6-3, 5-7, 7-6 |         |
| 11.                                 | 1981-08-02 | WTA San Diego     | hardcourt     | Candy Reynolds      | Rosie Casals Pam Shriver              | 6-1, 2-6, 6-4 |         |
| 12.                                 | 1981-09-13 | US Open           | hardcourt     | Anne Smith          | Rosie Casals Wendy Turnbull           | 6-3, 6-3      | details |
| 13.                                 | 1981-12-06 | Australian Open   | gras          | Anne Smith          | Martina Navrátilová Pam Shriver       | 6-2, 7-5      | details |
| 14.                                 | 1982-01-11 | WTA Washington    | tapijt (i)    | Anne Smith          | Martina Navrátilová Pam Shriver       | 6-2, 3-6, 6-1 |         |
| 15.                                 | 1982-02-21 | WTA Houston       | tapijt (i)    | Pam Shriver         | Sue Barker Sharon Walsh               | 7-6, 6-2      |         |
| 16.                                 | 1982-03-07 | WTA Los Angeles   | tapijt (i)    | Anne Smith          | Barbara Potter Sharon Walsh           | 6-3, 7-5      |         |
| 17.                                 | 1982-03-20 | WTA Boston        | tapijt (i)    | Anne Smith          | Rosie Casals Wendy Turnbull           | 7-6, 2-6, 6-4 |         |
| 18.                                 | 1982-08-01 | WTA San Diego     | hardcourt     | Paula Smith         | Patricia Medrado Cláudia Monteiro     | 6-3, 5-7, 7-6 |         |
| 19.                                 | 1982-08-15 | WTA Atlanta       | hardcourt     | Betsy Nagelsen      | Chris Evert Billie Jean King          | 4-6, 7-6, 7-6 |         |
| 20.                                 | 1983-03-06 | WTA Palm Springs  | hardcourt     | Ann Kiyomura        | Dianne Balestrat Betty Stöve          | 6-2, 6-2      |         |
| 21.                                 | 1983-10-09 | WTA Detroit       | tapijt (i)    | Barbara Potter      | Rosie Casals Wendy Turnbull           | 6-4, 6-1      |         |
| 22.                                 | 1984-04-22 | WTA Amelia Island | gravel        | Anne Smith          | Anne Hobbs Mima Jaušovec              | 6-4, 3-6, 6-4 |         |
| 23.                                 | 1984-08-26 | WTA Montreal      | hardcourt     | Elizabeth Sayers    | Claudia Kohde-Kilsch Hana Mandlíková  | 6-1, 6-2      |         |
| 24.                                 | 1985-01-27 | WTA Miami         | hardcourt     | Elizabeth Smylie    | Svetlana Tsjerneva Larisa Savtsjenko  | 6-4, 7-6      |         |
| 25.                                 | 1985-02-04 | WTA Marco Island  | hardcourt     | Elizabeth Smylie    | Camille Benjamin Bonnie Gadusek       | 6-3, 6-3      |         |
| 26.                                 | 1985-04-07 | WTA Tokio         | tapijt (i)    | Elizabeth Smylie    | Betsy Nagelsen Anne White             | 4-6, 7-5, 6-2 | details |
| 27.                                 | 1985-07-07 | Wimbledon         | gras          | Elizabeth Smylie    | Martina Navrátilová Pam Shriver       | 5-7, 6-3, 6-4 | details |
| 28.                                 | 1985-08-18 | WTA Mahwah        | hardcourt     | Elizabeth Smylie    | Claudia Kohde-Kilsch Helena Suková    | 7-6, 6-3      |         |
| 29.                                 | 1985-09-22 | WTA Chicago       | tapijt (i)    | Elizabeth Smylie    | Elise Burgin JoAnne Russell           | 6-2, 6-2      |         |
| 30.                                 | 1986-01-26 | WTA Wichita       | tapijt (i)    | Candy Reynolds      | JoAnne Russell Anne Smith             | 6-3, 6-7, 6-3 |         |
| 31.                                 | 1986-02-02 | WTA Miami         | hardcourt     | Elizabeth Smylie    | Betsy Nagelsen Barbara Potter         | 7-6, 2-6, 6-2 |         |
| 32.                                 | 1986-03-09 | WTA Princeton     | tapijt (i)    | Elizabeth Smylie    | Hana Mandlíková Helena Suková         | 6-3, 7-5      |         |
| 33.                                 | 1986-10-05 | WTA Hilversum     | tapijt (i)    | Helena Suková       | Tine Scheuer-Larsen Catherine Tanvier | 7-5, 6-1      |         |
| 34.                                 | 1987-04-19 | WTA Japan (Tokio) | hardcourt     | Betsy Nagelsen      | Sandy Collins Sharon Walsh-Pete       | 6-3, 7-5      |         |
| 35.                                 | 1987-04-26 | WTA Houston       | gravel        | Martina Navrátilová | Zina Garrison Lori McNeil             | 6-2, 6-4      |         |
| 36.                                 | 1987-08-02 | WTA Aptos         | hardcourt     | Robin White         | Lea Antonoplis Barbara Gerken         | 6-1, 6-0      |         |
| 37.                                 | 1987-10-25 | WTA Brighton      | tapijt (i)    | Helena Suková       | Tine Scheuer-Larsen Catherine Tanvier | 7-5, 6-1      |         |
| 38.                                 | 1990-04-01 | WTA San Antonio   | hardcourt     | Elizabeth Smylie    | Gigi Fernández Robin White            | 7-5, 7-5      |         |
| 39.                                 | 1990-04-14 | WTA Japan (Tokio) | hardcourt     | Elizabeth Smylie    | Hu Na Michelle Jaggard                | 6-0, 3-6, 6-1 |         |
| 40.                                 | 1990-11-04 | WTA Brentwood     | hardcourt (i) | Larisa Neiland      | Brenda Schultz Caroline Vis           | 6-1, 6-2      |         |
| 41.                                 | 1990-11-18 | WTA Championships | tapijt (i)    | Elizabeth Smylie    | Mercedes Paz Arantxa Sánchez          | 7-6, 6-4      | details |
| 42.                                 | 1991-02-03 | WTA Tokio         | tapijt (i)    | Elizabeth Smylie    | Mary Joe Fernandez Robin White        | 4-6, 6-0, 6-3 |         |
| verloren finales vrouwendubbelspel  |            |                   |               |                     |                                       |               |         |
| 1.                                  | 1980-01-27 | WTA Chicago       | tapijt (i)    | Sylvia Hanika       | Billie Jean King Martina Navrátilová  | 3-6, 4-6      |         |
| 2.                                  | 1980-02-10 | WTA Inglewood     | tapijt (i)    | Anne Smith          | Rosie Casals Martina Navrátilová      | 6-7, 2-6      |         |
| 3.                                  | 1980-02-24 | WTA Detroit       | tapijt (i)    | Anne Smith          | Billie Jean King Ilana Kloss          | 6-3, 3-6, 2-6 |         |
| 4.                                  | 1980-04-20 | WTA Amelia Island | gravel        | Pam Shriver         | Rosie Casals Ilana Kloss              | 6-7, 6-7      |         |
| 5.                                  | 1980-09-28 | WTA Atlanta       | tapijt (i)    | Anne Smith          | Barbara Potter Sharon Walsh           | 3-6, 1-6      |         |
| 6.                                  | 1980-11-09 | WTA Filderstadt   | hardcourt (i) | Anne Smith          | Hana Mandlíková Betty Stöve           | 4-6, 5-7      |         |
| 7.                                  | 1981-03-15 | WTA Dallas        | tapijt (i)    | Anne Smith          | Martina Navrátilová Pam Shriver       | 5-7, 4-6      |         |
| 8.                                  | 1981-06-21 | WTA Eastbourne    | gras          | Anne Smith          | Martina Navrátilová Pam Shriver       | 7-6, 2-6, 1-6 |         |
| 9.                                  | 1981-07-04 | Wimbledon         | gras          | Anne Smith          | Martina Navrátilová Pam Shriver       | 3-6, 6-7      | details |
| 10.                                 | 1981-08-16 | WTA Richmond      | tapijt (i)    | Anne Smith          | Sue Barker Ann Kiyomura               | 6-4, 7-6, 4-6 |         |
| 11.                                 | 1981-11-29 | WTA Sydney        | gras          | Anne Smith          | Martina Navrátilová Pam Shriver       | 7-6, 2-6, 4-6 |         |
| 12.                                 | 1982-01-24 | WTA Seattle       | tapijt (i)    | Anne Smith          | Rosie Casals Wendy Turnbull           | 5-7, 4-6      |         |
| 13.                                 | 1982-02-28 | WTA Oakland       | tapijt (i)    | Pam Shriver         | Barbara Potter Sharon Walsh           | 1-6, 6-3, 6-7 |         |
| 14.                                 | 1982-03-28 | WTA Championships | tapijt (i)    | Anne Smith          | Martina Navrátilová Pam Shriver       | 4-6, 3-6      |         |
| 15.                                 | 1982-04-18 | WTA Fort Worth    | tapijt (i)    | Anne Smith          | Martina Navrátilová Pam Shriver       | 5-7, 3-6      | details |
| 16.                                 | 1982-05-02 | WTA Orlando       | gravel        | Anne Smith          | Rosie Casals Wendy Turnbull           | 3-6, 3-6      |         |
| 17.                                 | 1982-06-20 | WTA Eastbourne    | gras          | Anne Smith          | Martina Navrátilová Pam Shriver       | 3-6, 4-6      |         |
| 18.                                 | 1982-07-04 | Wimbledon         | gras          | Anne Smith          | Martina Navrátilová Pam Shriver       | 4-6, 1-6      | details |
| 19.                                 | 1983-01-09 | WTA Washington    | tapijt (i)    | Anne Smith          | Martina Navrátilová Pam Shriver       | 6-4, 5-7, 3-6 |         |
| 20.                                 | 1983-02-06 | WTA Palm Beach    | gravel        | Paula Smith         | Barbara Potter Sharon Walsh           | 4-6, 6-4, 2-6 |         |
| 21.                                 | 1983-02-20 | WTA Chicago       | tapijt (i)    | Anne Smith          | Martina Navrátilová Pam Shriver       | 1-6, 2-6      |         |
| 22.                                 | 1983-03-20 | WTA Boston        | tapijt (i)    | Anne Smith          | Jo Durie Ann Kiyomura                 | 3-6, 1-6      |         |
| 23.                                 | 1983-04-03 | WTA Tokio         | tapijt (i)    | Anne Smith          | Billie Jean King Sharon Walsh         | 1-6, 1-6      | details |
| 24.                                 | 1983-06-05 | Roland Garros     | gravel        | Anne Smith          | Rosalyn Fairbank Candy Reynolds       | 7-5, 5-7, 2-6 | details |
| 25.                                 | 1983-09-25 | WTA Richmond      | tapijt (i)    | Barbara Potter      | Rosalyn Fairbank Candy Reynolds       | 7-6, 2-6, 1-6 |         |
| 26.                                 | 1983-10-02 | WTA Hartford      | tapijt (i)    | Barbara Potter      | Billie Jean King Sharon Walsh         | 6-3, 3-6, 4-6 |         |
| 27.                                 | 1984-07-08 | Wimbledon         | gras          | Anne Smith          | Martina Navrátilová Pam Shriver       | 3-6, 4-6      | details |
| 28.                                 | 1985-02-17 | WTA Delray Beach  | hardcourt     | Hana Mandlíková     | Gigi Fernández Martina Navrátilová    | 6-7, 2-6      |         |
| 29.                                 | 1985-05-19 | WTA Melbourne     | tapijt (i)    | Anne Hobbs          | Pam Shriver Elizabeth Smylie          | 2-6, 7-5, 1-6 |         |
| 30.                                 | 1985-06-23 | WTA Eastbourne    | gras          | Elizabeth Smylie    | Martina Navrátilová Pam Shriver       | 5-7, 4-6      |         |
| 31.                                 | 1986-03-31 | WTA Nashville     | tapijt (i)    | Elizabeth Smylie    | Barbara Potter Pam Shriver            | 4-6, 3-6      | details |
| 32.                                 | 1986-04-06 | WTA Marco Island  | gravel        | Elise Burgin        | Martina Navrátilová Andrea Temesvári  | 5-7, 2-6      |         |
| 33.                                 | 1987-07-19 | WTA Newport (VS)  | gras          | Anne Hobbs          | Gigi Fernández Lori McNeil            | 6-7, 5-7      |         |
| 34.                                 | 1987-09-14 | US Open           | hardcourt     | Elizabeth Smylie    | Martina Navrátilová Pam Shriver       | 7-5, 4-6, 2-6 | details |
| 35.                                 | 1990-05-27 | WTA Straatsburg   | gravel        | Elizabeth Smylie    | Nicole Provis Elna Reinach            | 1-6, 4-6      |         |
| 36.                                 | 1990-07-08 | Wimbledon         | gras          | Elizabeth Smylie    | Jana Novotná Helena Suková            | 3-6, 4-6      | details |
| gewonnen finales gemengd dubbelspel |            |                   |               |                     |                                       |               |         |
| 1.                                  | 1986-06-08 | Roland Garros     | gravel        | Ken Flach           | Rosalyn Fairbank Mark Edmondson       | 3-6, 7-6, 6-3 | details |
| 2.                                  | 1986-07-06 | Wimbledon         | gras          | Ken Flach           | Martina Navrátilová Heinz Günthardt   | 6-3, 7-6      | details |
| verloren finales gemengd dubbelspel |            |                   |               |                     |                                       |               |         |
| 1.                                  | 1984-07-08 | Wimbledon         | gras          | Steve Denton        | Wendy Turnbull John Lloyd             | 3-6, 3-6      | details |

## Resultaten grandslamtoernooien
| Legenda | Legenda                          |
| ------- | -------------------------------- |
| g.t.    | geen toernooi gehouden           |
| l.c.    | lagere categorie                 |
| –       | niet deelgenomen                 |
| G       | uitgeschakeld in de groepsfase   |
| 1R      | uitgeschakeld in de eerste ronde |
| 2R      | uitgeschakeld in de tweede ronde |
| 3R      | uitgeschakeld in de derde ronde  |
| 4R      | uitgeschakeld in de vierde ronde |
| KF      | uitgeschakeld in de kwartfinale  |
| HF      | uitgeschakeld in de halve finale |
| F       | de finale verloren               |
| W       | het toernooi gewonnen            |
| w-v     | winst/verlies-balans             |

### Enkelspel
| Toernooi        | 1978 | 1979 | 1980 | 1981 | 1982 | 1983 | 1984 | 1985 | 1986 | 1987 |    | 1990  | w-v |
| --------------- | ---- | ---- | ---- | ---- | ---- | ---- | ---- | ---- | ---- | ---- | -- | ----- | --- |
| Australian Open | –    | –    | –    | 3R   | –    | F    | –    | –    | g.t. | –    | –  | 7-2   |     |
| Roland Garros   | –    | –    | KF   | 3R   | –    | 4R   | 2R   | –    | 1R   | –    | –  | 8-5   |     |
| Wimbledon       | –    | 4R   | 4R   | 4R   | 3R   | KF   | HF   | 2R   | 4R   | 1R   | 1R | 21-10 |     |
| US Open         | 2R   | 4R   | 4R   | 4R   | 1R   | 4R   | 2R   | 4R   | 4R   | 1R   | 1R | 20-11 |     |

### Vrouwendubbelspel
| Toernooi        | 1978 | 1979 | 1980 | 1981 | 1982 | 1983 | 1984 | 1985 | 1986 | 1987 |    | 1989 | 1990 | 1991  | w-v |
| --------------- | ---- | ---- | ---- | ---- | ---- | ---- | ---- | ---- | ---- | ---- | -- | ---- | ---- | ----- | --- |
| Australian Open | –    | –    | –    | W    | –    | HF   | –    | –    | g.t. | –    | –  | 3R   | KF   | 13-3  |     |
| Roland Garros   | –    | 2R   | W    | KF   | –    | F    | KF   | –    | KF   | –    | –  | 2R   | KF   | 24-7  |     |
| Wimbledon       | –    | 1R   | W    | F    | F    | KF   | F    | W    | 3R   | KF   | –  | F    | KF   | 39-9  |     |
| US Open         | KF   | 2R   | HF   | W    | KF   | HF   | 3R   | 2R   | KF   | F    | KF | HF   | –    | 38-11 |     |

### Gemengd dubbelspel
| Australian Open | –  | –  | –  | –  | –  | g.t. | –  | –  | 2R | 1-1  |
| Roland Garros   | –  | 2R | –  | –  | –  | W    | –  | 1R | KF | 9-3  |
| Wimbledon       | –  | 1R | KF | F  | HF | W    | KF | 2R | 2R | 21-6 |
| US Open         | 2R | –  | 2R | KF | 1R | KF   | 2R | 1R | –  | 7-7  |